# Cecil Francis Drew
Cecil Francis Drew, britanski general, * 1890, † 1987.